# Chani'el
Chani'el (hebrejsky חַנִּיאֵל, v oficiálním přepisu do angličtiny Hanni'el, přepisováno též Hani'el) je vesnice typu mošav v Izraeli, v Centrálním distriktu, v Oblastní radě Emek Chefer.

## Geografie
Leží v nadmořské výšce 31 metrů v hustě osídlené a zemědělsky intenzivně využívané pobřežní nížině respektive Šaronské planině, nedaleko od kopcovitých oblastí podél Zelené linie oddělujících vlastní Izrael v mezinárodně uznávaných hranicích od okupovaného Západního břehu Jordánu. Východně od vesnice protéká Nachal Alexander.
Obec se nachází 9 kilometrů od břehu Středozemního moře, cca 32 kilometrů severovýchodně od centra Tel Avivu, cca 53 kilometrů jižně od centra Haify a 12 kilometrů jihovýchodně od města Chadera. Chani'el obývají Židé, přičemž osídlení v tomto regionu je etnicky převážně židovské. Západním směrem v pobřežní nížině je osídlení ryze židovské. Na jihovýchod od mošavu ovšem leží pás měst a vesnic obývaných izraelskými Araby - součást takzvaného Trojúhelníku (nejblíže je to město Kalansuva 6 kilometrů odtud).
Chani'el je na dopravní síť napojen pomocí lokální silnice číslo 5711, jež jižně od vesnice ústí do dálnice číslo 57.

## Dějiny
Chani'el byl založen v roce 1950. Nazvána je podle postavy z Bible Chani'ela ben Afuda, vůdce kmene Manases. Zakladateli nynější vesnice byla skupina židovských přistěhovalců z Rumunska.
Místní ekonomika je založena na zemědělství, ale postupným stavebním narůstáním se v obci vytvořila i část obyvatelstva, která již není vázána na zemědělský způsob obživy. Ve vesnici působí knihovna, společenské centrum a sportovní areály.

## Demografie
Podle údajů z roku 2014 tvořili naprostou většinu obyvatel v Chani'el Židé (včetně statistické kategorie "ostatní", která zahrnuje nearabské obyvatele židovského původu ale bez formální příslušnosti k židovskému náboženství).
Jde o menší sídlo vesnického typu s dlouhodobě rostoucí populací. K 31. prosinci 2014 zde žilo 938 lidí. Během roku 2014 populace klesla o 1,8 %.
| Rok            | 1961 | 1972 | 1983 | 1995 | 2001 | 2003 | 2004 | 2005 | 2006 | 2007 | 2008 | 2009 | 2010 | 2011 | 2012 | 2013 | 2014 |
| -------------- | ---- | ---- | ---- | ---- | ---- | ---- | ---- | ---- | ---- | ---- | ---- | ---- | ---- | ---- | ---- | ---- | ---- |
| Počet obyvatel | 292  | 278  | 285  | 588  | 761  | 779  | 774  | 771  | 785  | 809  | 832  | 944  | 946  | 926  | 919  | 955  | 938  |